# Loughlinita
La loughlinita és un mineral de la classe dels silicats, que pertany al grup de la sepiolita. Rep el nom en honor del desaparegut doctor Gerald Francis Loughlin (11 de desembre de 1880 - 22 d'octubre de 1946), ex geòleg en cap de la United States Geological Survey.

## Característiques
La loughlinita és un silicat de fórmula química Na₂Mg₃Si₆O16·8H₂O. Es tracta d'una espècie aprovada per l'Associació Mineralògica Internacional, i publicada per primera vegada el 1960. Cristal·litza en el sistema ortoròmbic. La seva duresa a l'escala de Mohs és 1, sent un mineral molt tou.
Segons la classificació de Nickel-Strunz, la loughlinita pertany a «09.EE - Fil·losilicats amb xarxes tetraèdriques de 6-enllaços connectades per xarxes i bandes octaèdriques» juntament amb els següents minerals: bementita, brokenhillita, pirosmalita-(Fe), friedelita, pirosmalita-(Mn), mcgil·lita, nelenita, schal·lerita, palygorskita, tuperssuatsiaïta, yofortierita, windhoekita, falcondoïta, sepiolita, kalifersita, gyrolita, orlymanita, tungusita, reyerita, truscottita, natrosilita, makatita, varennesita, raïta, intersilita, shafranovskita, zakharovita, zeofil·lita, minehil·lita, fedorita, martinita i lalondeïta.
L'exemplar que va servir per a determinar l'espècie, el que es coneix com a material tipus, es troba conservat al Museu Nacional d'Història Natural, situat a Washington DC (Estats Units), amb el número de registre: 117717.

## Formació i jaciments
Va ser descoberta a la mina Westvaco, situada a la formació de Green River, al comtat de Sweetwater (Wyoming, Estats Units). També ha estat descrita als propers pous John Hay Jr. Well i Union Pacific, al mateix comtat de Sweetwater, i als comtats de Uintah i Duchesne, a l'estat nord-americà d'Utah. A fora dels Estats Units únicament se n'ha trobat a Killik, una localitat de la província d'Eskişehir, a Turquia. Aquests indrets són els únics de tot el planeta on ha estat descrita aquesta espècie mineral.